# سولگلیکوتید
سولگلیکوتید(به انگلیسی: Sulglicotide یا sulglycotide) دارویی جهت درمان زخم معده و بیماری بازگشت اسید به مری است.